# Rundhaus (Fertighaus)
Das Rundhaus ist eine Bauform für Einfamilienhäuser mit kreisförmiger Grundfläche.

## Bauarten

### Typ Ostermann

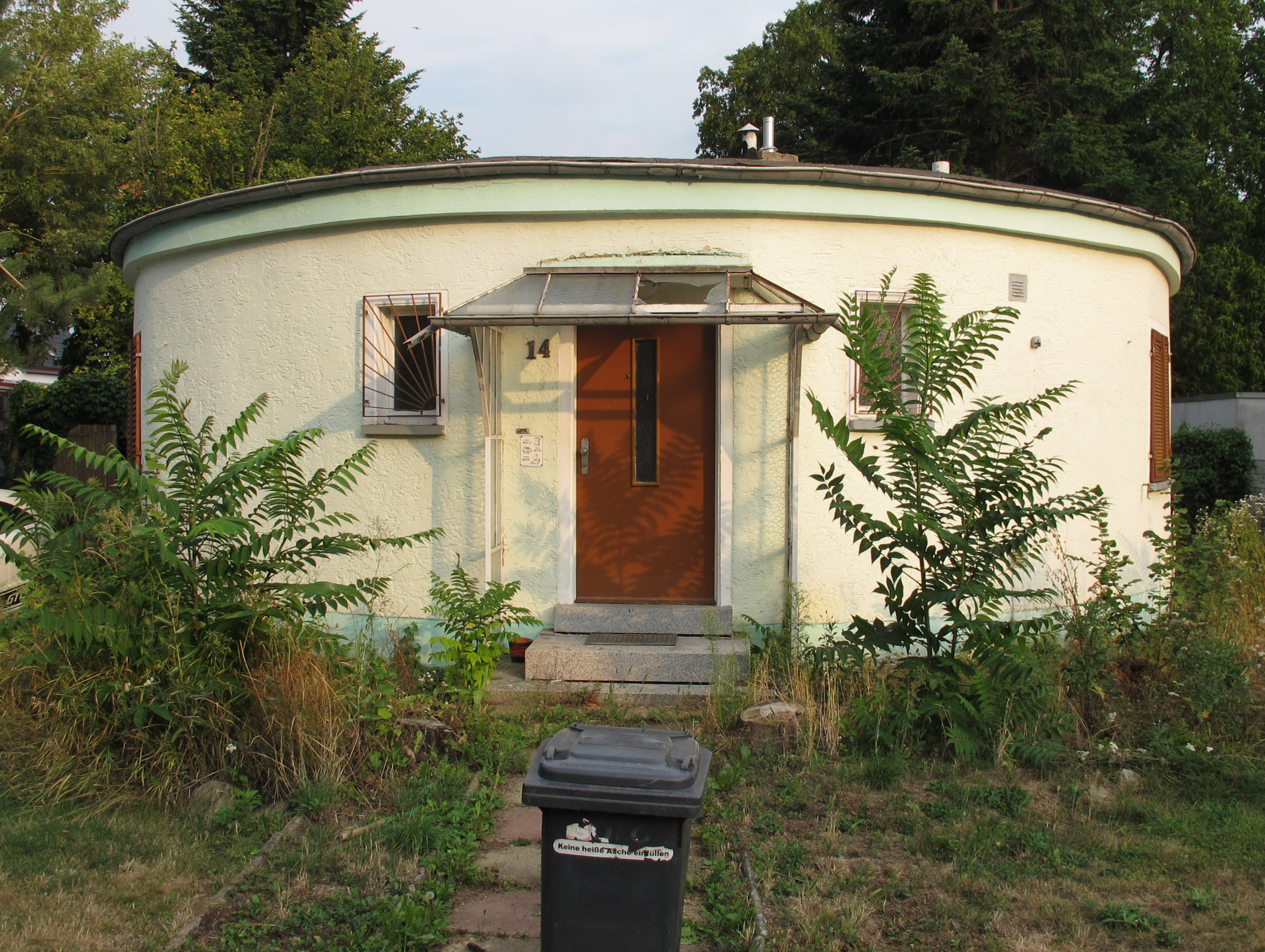
Rundhaus Typ Ostermann in Frankfurt-Bonames (2016 abgerissen)

Grundriss eines Rundhauses des Architekten Martin Ostermann mit ca. 67 Quadratmeter Wohnfläche

Der Frankfurter Ingenieur Martin Ostermann stellte um 1950 einen Einfamilienhaustyp aus vorgefertigten Rundsteinen vor. Diese Steine konnten auf einem Fundament einfach aufgestellt und anschließend mit flüssigen Mörtel verfugt werden. Durch diese Bauweise reduzierten sich die Baukosten gegenüber der herkömmlichen Ziegelbauweise erheblich. Ostermann bot das Rundhaus mit unterschiedlichen Durchmessern von 9 bis 12 Metern und Wohnflächen zwischen 59 und 95 m² an.
Die Idee zum Rundhaus kam Ostermann während er im Wehrmachtsuntersuchungsgefängnis Tegel einsaß. Wegen Beleidigung der Wehrmacht war Ostermann 1941 zum Tode verurteilt worden. Später wurde seine Strafe zu drei Jahren Festungshaft umgewandelt und er kam zum Strafbataillon 500.
Bis Mitte 1951 waren ein Dutzend Rundhäuser realisiert. Aufgrund der ungewöhnlichen Form versagten aber einige Bauämter dem Haustyp die Baugenehmigung. Wie viel Rundhäuser des Typ Ostermann insgesamt gebaut wurden, ist nicht bekannt.
Orte, in denen Rundhäuser errichtet wurden, sind u. a.
- Bad Homburg
- Buchschlag[3][4]
- Eppertshausen[5][2]
- Frankfurt am Main
- Karlsruhe Weiherfeld[6]

### Moderne Nachfolger
Im Jahr 2007 stellte Christian P. Mlynek das Musterhaus eines von ihm entwickelten Rundhaustyp in Riesa vor. Bei diesem zweigeschossigen Haustyp ruht das Obergeschoss auf einem im Durchmesser kleineren Erdgeschoss. Dadurch ist ein geringer dimensioniertes Fundament erforderlich. Der aus Betonfertigteilen und Stahlbau errichtete Bau ermöglicht eine variable Innenraumgestaltung, da nur die Außenwände tragend sind. Eine Wendeltreppe in der Mitte verbindet die beiden Stockwerke.

## Vor- und Nachteile des Rundhauses

### Vorteile
- die runde Außenform bietet Wind und Wetter weniger Angriffsfläche
- der Kreis stellt statisch die stabilste Bauform dar
- günstiger Lichteinfall vermeidet dunkle Ecken in den Zimmern
- Minimale Fläche für Flure verkürzt Wege im Haus

### Nachteile
- ineffiziente Raumnutzung zwischen Gebäuden
- erschwerte Nutzung von Baumaterial, Bauequipment und Möbeln